# Майте Мартінес Перес
Майте Мартінес Перес (ісп. Maite Martínez Pérez; нар. 24 листопада 1967) — колишня іспанська тенісистка.
Найвищу одиночну позицію світового рейтингу — 206 місце досягла 13 Aug 1990, парну — 306 місце — 20 Nov 1989 року.
Здобула 3 одиночні титули туру ITF.

## Фінали ITF

### Одиночний розряд: 3 (3–0)
| Результат | Ранг | Дата            | Турнір                | Покриття | Суперниця      | Рахунок       |
| --------- | ---- | --------------- | --------------------- | -------- | -------------- | ------------- |
| Перемога  | 1.   | 11 червня 1989  | Кашкайш, Португалія   | Ґрунт    | Алесандра Каул | 6–3, 6–2      |
| Перемога  | 2.   | 18 червня 1989  | Vilamoura, Португалія | Тверде   | Робін Філд     | 3–6, 6–2, 6–1 |
| Перемога  | 3.   | 17 березня 1991 | Мурсія, Іспанія       | Тверде   | Лі Фан         | 7–6, 5–7, 6–3 |